# Німецький реквієм (Брамс)

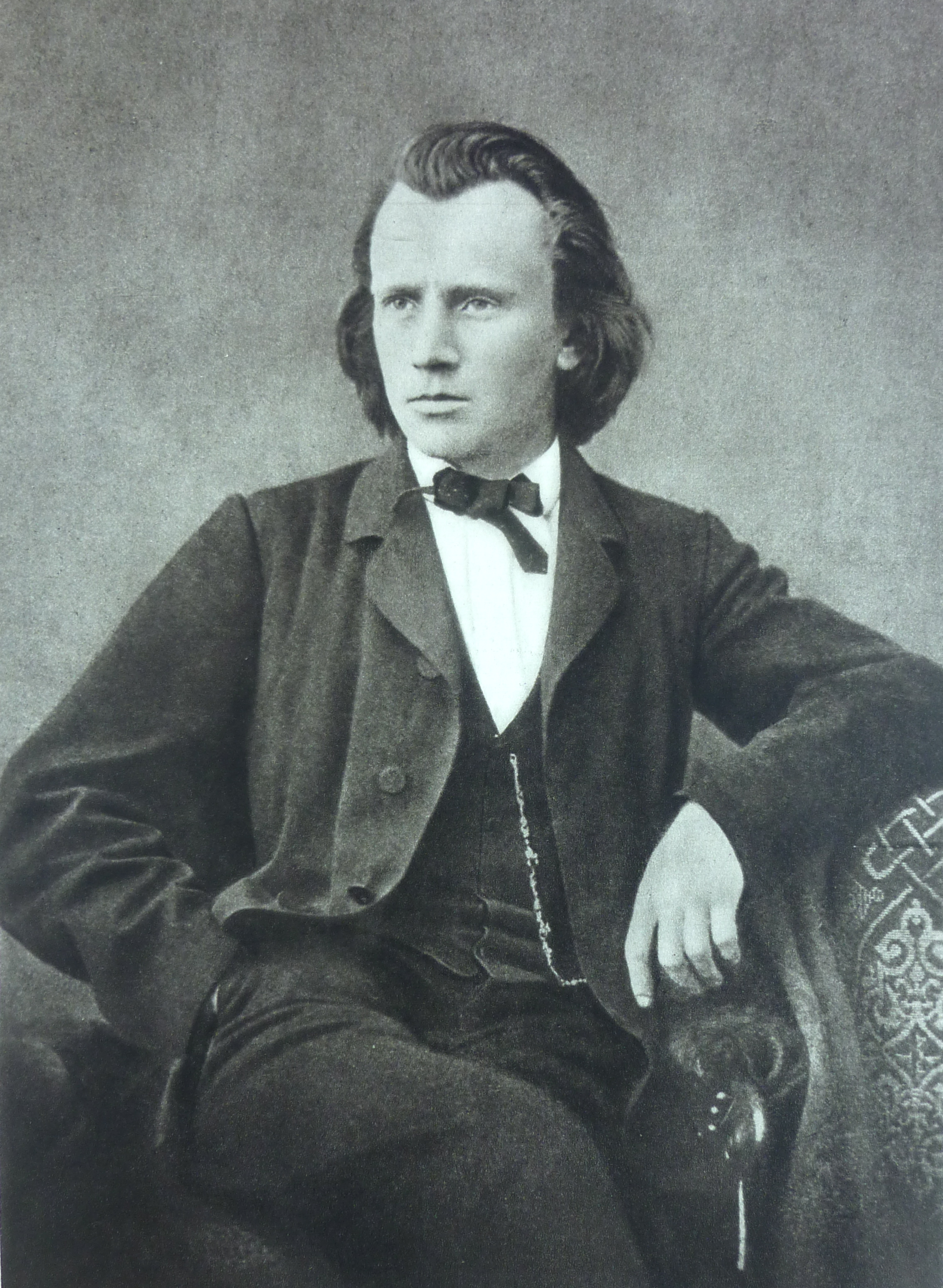
Йоганнес Брамс.

Німецький реквієм (нім. Ein deutsches Requiem) — твір для солістів, хору та оркестру Йоганнеса Брамса.

## Історія створення
Біограф Брамса Макс Кальбек вважав, що ідея створення заупокійної меси виникла у композитора ще 1856 року у зв'язку зі смертю Роберта Шумана. Музика майбутньої 2-ї частини Реквієму була написана в 1857—1859 роках, хоча спочатку призначалася для іншого твору.
Безпосереднім поштовхом для створення Німецького реквієму послужила смерть матері 1865 року, і влітку 1866 року твір було переважно закінчено, в авторському рукописі стоїть позначка: «Баден-Баден, літо 1866 року») .
1 грудня 1867 року в Відні були виконані 3 перші частини Німецького реквієму. Виконання виявилося невдалим, Брамс вніс у твір деякі зміни, і на Страсний тиждень 10 квітня 1868 року в кафедральному соборі в Бремені відбулася справжня прем'єра Реквієму, в той час ще 6-частинного, під орудою Карла Рейнталера. Цей концерт став першим тріумфом композитора. 
Незважаючи на успіх, Брамс продовжував роботу над Реквіємом і в травні 1868 року доповнив твір ще однією частиною, яка в остаточній редакції стала 5-й. Реквієм із семи частин було вперше виконано 18 лютого 1869 року в Лейпцизі під орудою Карла Рейнеке.

## Характеристика
Німецький реквієм складається із семи частин, в цілому твір у різних виконаннях триває від 65 до 80 хвилин, — це найтриваліша композиція Брамса.
При створенні Реквієму Брамс відмовився як від канонічного латинського тексту заупокійної меси, так і від його німецького аналога: композитор сам склав текст, використовуючи псалми та цитати з різних частин Біблії в німецькому перекладі Мартіна Лютера — переважно з Нового заповіту, однак у тексті жодного разу не згадано ім'я Христа.
Хоча Реквієм Брамса за низкою ознак є протестантським (включаючи використання протестантського хоралу в музиці), сам композитор адресував свій твір усім християнам, незалежно від конфесійної приналежності».

### Структура Реквієму
Частина 1 — Selig sind, die da Leid tragen («Блаженні засмучені, бо вони будуть утішені») 
Перші рядки — Євангеліє від Матвія (Мт. 5:4). Далі слід цитата з Псалому 125 (Пс. 125:5–6).
Частина 2 — Denn alles Fleisch, es ist wie Gras («Бо кожне тіло — як трава») 
Перші 4 рядки — цитата з 1-го послання Петра, 1: 24; далі — Послання Якова (Як. 5:7); потім знову повторюється цитата з Петра, але вже з додатком вірша 25, і завершає цю частину цитата з Книги Ісаї (Іс. 35:10)
Частина 3 — Herr, lehre doch mich, dass ein Ende mit mir haben muss («Господи, навчи мене...») 
Цю частину склали вірші 5—8 із 38 Псалма (Пс. 38:5–8). Останні два рядки належать Соломону: 3, 1.
Частина 4 — Wie lieblich sind Deine Wohnungen, Herr Zebaoth! («Які любі оселі Твої, Господи сил!») 
Текст цієї частини склали вірші 2, 3 та 5 83 Псалма (Пс. 83:2, 3, 5).
Частина 5 — Ihr habt nun Traurigkeit («Так і ви тепер маєте печаль») 
Перші 4 рядки — Іоанн: 16, 22 (Ів. 16:22), потім слідують 2 рядки з Ісаї: 66, 13 (Іс. 66:13); та завершує 5-ту частину вірш із Ісуса Сираха: 51, 27.
Частина 6 — Denn wir haben hie keine bleibende Statt («Бо не маємо тут постійного міста») 
В цій частині Брамс звертається до послань апостола Павла; перші два рядки — Послання до євреїв (Євр. 13:14); далі йдуть вірші 51— 52 та 54—55 з глави 15 1-го послання до коринтян (1 Кор. 15:51–52,54,55). Заключні рядки — з «Одкровення Йоана»: 4, 11.
Частина 7 — Selig sind die Toten, die in dem Herrn sterben («Блаженні мертві, що померли в Господі») 
Заключна частина також являє собою цитату з «Одкровення Йоана»: дещо скорочений (починається зі слів «Блаженні ті мертві») вірш 13 глави 14.

### Склад виконавців
Реквієм написаний для двох солістів — сопрано (в 5-й частині) та баритона (у 3-й і 6-й частинах), змішаного хору і симфонічного оркестру; за бажанням використовується також орган.

## Український переклад
21 квітня 2011 року в Києві відбулась прем'єра «Німецького реквієму» Брамса українською мовою. Твір виконував Київський симфонічний оркестр та хор під керівництвом диригента Роджера Макмерріна, а переклад з німецької здійснила Тетяна Островська.